# Part Chimp
Part Chimp è un gruppo musicale nato nel 2000.

## Discografia

### Album
- 2003: Chart Pimp (PIAS Recordings e Rock Action Records)
- 2005: I Am Come (Rock Action Records e PIAS Recordings)
- 2007: Cup (Monitor records)
- 2009: Thriller (Rock Action Records e PIAS Recordings)
- 2009: Reduce To Clear (Cock Ration Records)
- 2017: IV (Rock Action Records)
- 2018: Cheap Thriller (Chart Pimp)
- 2021: Drool (Wrong Speed Recordings)
- 2022: Early Chimp (Chart Pimp)

### Compilation
- Up Yours! Punks Not Dead  - Mojo (magazine con cd)
- Rock Sound July 2005 CD  - Rock Sound (magazine con Cd)
- Rock Action Presents.. - Rock Action Records
- A Rock Action Sampler - Plan B Magazine
- Buffalo Bar - Sound Issues - Buffalo Bar
- Silver Rock SR50 - Silver Rocket
- Sonic Mook Experiment 3:Hot Shit  - Blast First/Mute
- Un40rmulated - Unlabel
- S***R Greatest Hits Volume 1 - SWEAR Shoes

### Split
- Part Chimp & Joeyfat Awkward Silence Recordings
- Part Chimp & Todd  - Noisestar
- Part Chimp, Todd, Lords, & Hey Colossus